# 1994 в Україні
1994 в Україні — це перелік головних подій, що відбуваються у 1994 році в Україні. Також подано список відомих осіб, що народилися та померли в 1994 році. Крім того, зібрано список пам'ятних дат та ювілеїв 1994 року.

## Пам'ятні дати та ювілеї
- 850 років з часу у 1144 році:
  - створення Галицького князівства та перенесення князем Володимирком столиці до Галича. У місті спалахнуло повстання проти його правління, яке Володимирко придушив.
  - створення Галицького (Крилоського) Євангелія — однієї з найдавніших книжних пам'яток Київської Русі;
- 825 років з часу захоплення й розорення Києва об'єднаним військом 12 руських князів, очолюваним Андрієм Боголюбським у 1169 році.
- 800 років з часу переходу київського престолу перейшов до Рюрика Ростиславича після смерті Святослава Всеволодовича у 1194 році.;
- 750 років з часу перемоги Данила Галицького біля Мостищ над військом Ростислава Михайловича, претендента на галицький престол у 1244 році.
- 725 років з часу початку правління князя Володимира Васильковича (сина Василька Романовича, брата Данила Галицького) на Волині у 1269 році.
- 550 років з часу надання Магдебурзького права місту Житомиру у 1444 році.
- 525 років з часу надання Магдебурзького права місту Бібрці у 1469 році.
- 425 років з часу у 1569 році:
  - укладення Люблінської унії;
  - надання Магдебурзького права місту Яворову.
- 400 років з часу у 1594 році:
  - початку повстання під проводом Северина Наливайка;
  - вперше за свою історію Військо Запорозьке стало повноправним учасником міжнародної коаліції, уклавши договір із «Священною лігою» щодо спільної боротьби проти Османської імперії;
  - закладення замку у місті Жовква.
- 375 років з часу у 1619 році:
  - виходу «Граматики» Мелетія Смотрицького — першого повного видання церковнослов'янської  мови в українській редакції;
  - заснування Спасо-Преображенського Мгарського монастиря;
  - укладення Роставицької польсько-козацької угоди, за якою реєстр обмежувався трьома тисячами козаків і встановлювалася заборона їх походів до турецьких володінь;
  - першої відомої постановки українських інтермедій у містечку Кам'янка Струмилова на ярмарку;
  - офіційного визнання короля Луцького братства з наданням привілею на будівництво церкви і притулку;
  - морського походу козаків під рукою Якова Бородавки-Нероди на Тягиню.
- 350 років з часу у 1644 році:
  - Охматівської битви в якій Великий коронний гетьман Станіслав Конєцпольський а також князь Ярема Вишневецький розбили переважаючі сили татар Тугай-бея. Рештки втікачів розбив комісар Війська Запорозького Миколай Зацвіліховський біля річки Синюхи (нині Черкаська область);
- 325 років з часу у 1669 році:
  - поділу України на два гетьманства: на Правобережжі гетьманом під османським протекторатом залишився Петро Дорошенко, на Лівобережжі — гетьманом під московським протекторатом проголошено Дем'яна Многогрішного;
  - укладення новообраним лівобережним гетьманом Дем'яном Многогрішним україно-московської угоди — Глухівських статей (16 березня);
  - проголошення альтернативним гетьманом Правобережжя під польським протекторатом Михайла Ханенка;
  - обрання Кошовим отаманом Січі Лукаша Мартиновича.
- 300 років з часу у 1694 році:
  - обрання Кошовим отаманом Війська Запорізького Івана Шарпила, а потім Петра Приму.
- 275 років з часу у 1719 році:
  - створення Київської губернії у складі Київської, Орловської, Бєлгородської і Свевської провінцій. До Київської провінції входила Гетьманщина[1].
  - заснування на Слобожанщині Глушківської (Путивльської) суконної мануфактури — однієї з перших в Україні фабрик.[2]
- 225 років з часу укладення Григорієм Сковородою збірника «Басні Харьковскія» у 1769 році.
- 200 років з часу у 1794 році:
- селищу Хаджибей указом Катерини II надано статус міста (2 вересня), яке в 1795 р. було перейменовано в Одесу;
- 175 років з часу у 1819 році:
  - прем'єри п'єси Івана Котляревського «Наталка Полтавка» на сцені полтавського театру;
  - організації в Полтаві Василем Лукашевичем Малоросійського таємного товариства;
  - повстання військових поселенців у Чугуєві;
  - закриття в Полтаві масонської ложі «Любов до істини»;
  - заснування Інституту проблем ендокринної патології імені В. Я. Данилевського Національної академії медичних наук України;
- 150 років з часу заснування «Інституту музики» Галицького музичного товариства (нині — Львівська Національна музична академія імені М. В. Лисенка) у 1844 році.
- 100 років з часу у 1894 році:
  - відкриття електричного трамваю у Львові;
  - проведення Галицької Крайової виставки у Львові (червень — жовтень);
  - проведення першого документально зафіксованого футбольного матчу в Україні — Львів-Краків (1:0) у Львові (14 липня).
- 75 років з часу у 1919 році:
  - початку наступу військ Тимчасового робітничо-селянського уряду України на Україну у 1919 році.
  - створення Одеської кіностудії у 1919 році.
  - заснування Національного музею мистецтв імені Богдана та Варвари Ханенків у 1919 році.
  - утворення Національної заслуженої академічної капели України «Думка» у 1919 році.
  - Хотинського повстання під проводом більшовиків проти румунської окупації в якому взяло участь 30 тисяч чоловік у 1919 році.
  - заснування Головної книжної палати у місті Києві (нині — державна наукова установа «Книжкова палата України імені Івана Федорова» (січень 1919);
  - ухвалення Директорією УНР закону про вищий уряд  Української  автокефальної православної соборної церкви (01.01.1919);
  - проголошення у селі Ясіні на Закарпатті Гуцульської Республіки (08.01.1919);
  - ухвали Всенародними зборами у місті Хусті рішення про приєднання Закарпаття до Української Народної Республіки (21.01.1919);
  - проголошення на Софійському майдані в Києві Акта злуки Української Народної Республіки та Західноукраїнської Народної Республіки (22.01.1919);
  - створення Української Республіканської Капели і започаткування культурної дипломатії Української Народної Республіки  (24.01.1919);
  - створення Інституту травматології та ортопедії Національної академії медичних наук України (червень 1919);
  - Чортківської наступальної операції Української Галицької Армії («Чортківської офензиви») під час українсько-польської війни (1918—1919 рр.), в ході якої від поляків було звільнено Чортків, Тернопіль, Бучач та Перемишляни і вдалось розгорнути наступ на Львів (07–28.06.1919);
  - початку походу об'єднаних армій УНР і ЗУНР на Київ та Одесу (11.08.1919);
  - закінчення польсько-українська війна у 1919 році.
  - заснування Житомирського державного університету імені Івана Франка (жовтень 1919);
  - прийняття «Урочистої обітниці Директорії, міністрів, урядовців і суддів та присяги військових на вірність Українській Народній Республіці» (14.10.1919);
  - початку Першого Зимового походу Армії УНР у тилу Збройних сил півдня Росії (06.12.1919);
  - з часу юридичного затвердивши окупації Польщею етнічних українських земель — Холмщини, Лемківщини, Посяння і Підляшшя по східному кордону Польщі «лінію Керзона» у 1919 році.
- 50 років з часу у 1944 році:
  - заснування Київського ботанічного саду Академії наук УРСР;
  - бою Української Повстанської Армії під Гурбами (21–25.04.1944);
  - створення Української Головної Визвольної Ради (липень 1944);
  - запровадження почесного звання «Мати-героїня», заснування ордену «Материнська слава» і медалі «Медаль материнства». Згідно з «Положенням про звання „Мати-героїня“», воно присвоювалося з одночасним нагородженням орденом матерям, що народили та виховали 10 і більше дітей, після досягнення останньою дитиною віку 1 року за наявності в живих інших дітей цієї матері.
  - заснування  Національного транспортного університету у місті Києві (07.11.1944);
  - депортації кримських татар та інших народів Криму (18.05.1944);
  - початку переселення та депортації українців з Лемківщини, Холмщини, Надсяння, Підляшшя (вересень 1944, день пам'яті — 10.09.2019).
  - завершення звільнення України від німецьких військ після захоплення села Лавочне (Львівська область) радянськими військами (8 жовтня);
- 25 років з часу у 1969 році:
  - призначення на посаду прем'єр-міністра Ізраїлю у 1969 році уродженки України Голди Меїр — першої жінки на цьому посту;
  - заснування Національного музею народної архітектури та побуту України у місті Києві.

### Видатних особистостей

#### Народились
- 250 років з дня народження у 1744 році Данила Самійловича Самойловича (Сушковського), український медик, засновник епідеміологічної служби в Росії, фундатор першого в Україні наукового медичного товариства;
- 225 років з дня народження у 1769 році Івана Петровича Котляревського (1769—1838), письменника, поета, драматурга, громадського діяча, основоположника сучасної української літератури;
- 175 років з дня народження у 1819 році:
  - Пантелеймона Олександровича Куліша (1819—1897), українського письменника, фольклориста, етнографа, мовознавця, перекладача, критика, редактора та видавця.
  - Григорія Павловича Ґалаґана (1819—1888), громадського діяча, мецената, великий поміщик на Полтавщині і Чернігівщині, представник відомого старшинсько-дворянського роду Ґалаґанів;
  - Ніколи Артемовича Терещенка, українського підприємця та благодійника, старшого сина засновника династії Терещенків Артемія Яковича Терещенка, почесного громадянина міста Києва.
- 150 років з дня народження у 1844 році:
  - Миколи Івановича Мурашка, український художник і педагог;
  - Іллі Юхимовичі Рєпіні, український художник;
- 125 років з дня народження у 1869 році:
  - Івана Труша (1869—1941), художника, мистецтвознавця, видавця;
  - Олени Кисілевської (1869—1956), громадської та політичної діячки, письменниці, перекладачки, активістки жіночого руху в Західній Україні;
  - Федора Матушевського (1869—1919), публіциста, дипломата, громадського та політичного діяча;
  - Мирона Омеляновича Тарнавського, українського полководця, генерал-четара УГА та її Начального вождя (команданта, головнокомандувача).
  - Федора Прохоровича Левитського (Левицького), український оперний і камерний співак (бас), музичний критик, педагог.
  - Михайла Петровича Косача (псевдонім Михайло Обачний), український вчений-метеоролог та письменник, брат Лесі Українки і Ольги Косач-Кривинюк, автор ряду оповідань, друкованих в періодиці.
  - Климентія Шептицького (1869—1951), церковного та громадського діяча, політв'язня радянського режиму;
  - Олександра Ющенка (1869—1936) вченого, психіатра, педагога, громадського діяча, дійсного члена АН УРСР;
- 100 років з дня народження у 1894 році:
  - Дмитра Івановича Чижевського, український учений-енциклопедист, культуролог, філософ, дослідник української і слов'янської літератур;
  - Микиту Сергійовичу Хрущову, радянський державний і політичний діяч, секретар ЦК КП(б) України (1947—1949 рр.), голова Ради народних комісарів України (1944-49 рр.), перший секретар ЦК КПРС (1953—1964 рр.), голова Ради міністрів СРСР (1958—1964 рр.).
  - Євгена Дометійовича Онацького, провідний діяч Організації Українських Націоналістів, громадський діяч, журналіст і науковець;
  - Олександра Петровича Довженка, український кінорежисер, письменник («Зачарована десна», «Повість полум'яних літ»), художник, класик світового кінематографу («Мічурін», «Щорс», «Аероград», «Земля», «Арсенал», «Звенигора», «Поема про море»);
  - Павла Семеновича Рибалка, радянський військовий діяч, маршал бронетанкових військ, двічі герой Радянського Союзу;
  - Костянтина Олександровича Копержинського, український літературознавець, історик української літератури і театру, фольклорист, етнограф, бібліограф.
- 75 років з дня народження у 1919 році:
  - Любові Малої (1919—2003), лікаря-терапевта, науковця, Героя України;
  - Олексія Корнієнка (1919—2003), драматурга та перекладача;
  - Петра Федуна (псевдонім — Полтава) (1919—1951), військового та політичного діяча, члена ОУН та УПА;
  - Олексія Погорєлова (1919—2002)  математика, академіка АН УРСР, академіка АН СРСР;
  - Олексія Коломійця, письменника, драматурга (1919—1994);
  - Омеляна Йосиповича Пріцака, українського історика, мовознавця, філолога-орієнталіста, засновника і довголітнього директора Українського наукового інституту Гарвардського університету.
  - Олександра Сегаля (1919—2010), хореографа, головного балетмейстера Київського театру оперети;
  - Леоніда Махновця (1919—1993), літературознавця, історика, археолога, перекладача, бібліографа;
  - Дмитра Вітовського (1919—1947), військового діяча;
  - Івана Лисяка-Рудницького (1919—1984), історика, політолога, публіциста;
  - Ольги Кусенко (1919—1997), актриси театру і кіно, педагога, громадської діячки;
  - Юрія Трохимовича Тимошенка (Тарапуньки), українського естрадного артиста, конферансьє (дует «Тарапунька і Штепсель»).
  - Юхима Йосиповича Березіна (Штепселя), українського естрадного артиста в дуеті «Тарапунька і Штепсель», Народний артист УРСР (1961).
  - Миколи Лукаша (1919—1988), поета, перекладача, лінгвіста, літературознавця;
- 50 років з дня народження у 1944 році:
  - Олександр Олександрович Мороз — український політик, Голова Верховної Ради (1994—1998, 2006—2007 рр.);
  - Валерій Семенович Поркуян, український футболіст;
  - Віктор Євгенович Прокопенко, український футболіст, тренер.
- 25 років з дня народження у 1969 році:
  - Ірини Миколаївни Білик, української поп-співачки («Фарби», «Ома»), Народної артистки України (2008);
  - Василь Михайлович Іванчук, український гросмейстер;
  - Дмитро Христич, український хокеїст.

#### Померли
- 500 років з дня смерті у 1494 році:
  - Юрія Михайловича Донат-Котермака, український філософ, астроном, уродженець міста Дрогобич, в 1481—1482 роках ректор Болоньського університету, в 1487—1494 роках професор Ягеллонського університету в Кракові, викладач Миколи Коперника;
- 300 років з дня смерті у 1694 році:
  - Юрія-Франца Кульчицького, запорізький військовий, герой оборони Відня (1683); увійшов в історію також як засновник однієї з перших у Відні кав'ярні (1686).
- 225 років з дня смерті у 1769 році:
  - Максима Ієвлевича Залізняка, козацький гетьман, керівник гайдамацького повстання (1768–69 рр.), відомого під назвою Коліївщина.
- 200 років з дня смерті у 1794 році:
  - Григорія Савича Сковороди, найвидатніший український просвітитель-гуманіст, філософ, поет, педагог.
- 100 років з дня смерті у 1894 році:
  - Миколи Миколайовича Ґе, український художник («Тайна вечеря», «Петро І допитує царевича Олексія в Петергофі»);
- 50 років з дня смерті у 1944 році:
  - Самокиш Микола Семенович, український художник-баталіст, графік;
  - Олег Ольжич (Олег Олександрович Кандиба), український поет, археолог і політичний діяч; син поета Олександра Олеся;
  - Олександр Олесь (Олександр Іванович Кандиба), український поет (З журбою радість обнялась, По дорозі в казку, Чужина, Перезва);
  - Юрій Іванович Липа, український громадський діяч, письменник, поет, публіцист; один з ідеологів українського націоналізму;
  - Олександр Антонович Кошиць, український диригент, композитор і етнограф;
  - Андрей Шептицький, предстоятель Української греко-католицької церквиАндрей Шептицький (Роман Марія Александр Шептицький), єпископ Української греко-католицької церкви, Митрополит Галицький та Архієпископ Львівський — предстоятель Української греко-католицької церкви (1900—1944 рр.).

## Події
- 14 січня — у Москві під час зустрічі на найвищому рівні президенти України Леонід Кравчук, Росії Борис Єльцин і США Білл Клінтон підписали угоду про вивезення з України стратегічної ядерної зброї та принципової згоди РФ надати компенсацію. Ця заява фіксувала міжнародні зобов'язання України отримати без'ядерний статус, незважаючи на спротив українського парламенту.
- 30 січня — у другому турі виборів на посаду президента Автономної Республіки Крим переміг лідер Республіканської партії Криму Юрій Мєшков, який взяв курс на «возз'єднання з Росією», але безрезультатно.
- 26 лютого — на XVII зимових Олімпійські іграх в Ліллехаммері (Норвегія) 16-річна українська фігуристка Оксана Баюл, що виступала в одиночному катанні, завоювала золоту олімпійську медаль, першу в історії незалежної України.
- 3 березня — Україна і США підписали договір про дружбу і співробітництво.
- 23 березня — У Брюсселі підписано договір про співпрацю між Україною і Європейським Союзом.
- 27 березня — В Україні пройшли перші після розпаду СРСР парламентські вибори. У першому турі явка виборців склала 75,6 % і було обрано 49 депутатів-мажоритарників. У другому турі 4 квітня було обрано ще 287 депутатів.
- 7 травня — український боксер Андрій Синєпупов на рингу Палацу спорту у Дніпропетровську у бою з британцем Марком Рамсеєм першим в історії незалежної України здобув титул чемпіона світу серед професіоналів за версією WBO у легкій ваговій категорії до 61 кг. Бій тривав усі 12 раундів, проте за очками, а перевагу українцю віддали усі троє бокових суддів, переміг Синєпупов.
- 10 липня — у другому турі виборів Президента України переміг Леонід Данилович Кучма, котрий набрав 52,15 % голосів (14 016 850) проти 45,06 % (12 111 603) у чинного президента Леоніда Макаровича Кравчука.
- 10 липня — Леонід Косаківський на перших в історії міста прямих загальних виборах обраний мером Києва (10 липня).
- 19 липня — На урочистому засіданні Верховної Ради новообраний президент України Леонід Кучма склав присягу на вірність українському народові.
- 31 липня — на Міжнародних атлетичних змаганнях в італійському місті Селестьєре український спортсмен Сергій Бубка встановив свій останній, сімнадцятий, світовий рекорд у стрибках з жердиною на відкритих стадіонах — 6 метрів 14 сантиметрів.
- 17 листопада — Верховна Рада України скасувала Декларацію про суверенітет Криму.
- 1 грудня — український форвард Андрій Шевченко у матчі проти дніпропетровського «Дніпра» забив свій перший гол в складі київського «Динамо».
- 5 грудня — у зв'язку з приєднанням України до Договору про нерозповсюдження ядерної зброї у Будапешті підписано меморандум про надання Україні гарантій безпеки з боку ядерних держав — США, Великої Британії та Росії.
- 7 грудня — 18-літній форвард київського «Динамо» Андрій Шевченко забив свій перший гол у єврокубках — на 38-й хвилині групового матчу Ліги чемпіонів УЄФА в Києві він вразив ворота мюнхенської «Баварії». Загалом матч закінчив перемогою гостей з рахунком 1:4.

## Особи

### Призначено, звільнено
- 18 травня — Олександр Мороз обраний Головою Верховної Ради. За час його керівництва парламентом було ухвалено першу Конституцію незалежної України та запроваджено в обіг гривню.
- 10 липня — Президентом України було обрано Леоніда Даниловича Кучму, котрий набрав 52,15 % голосів (14 016 850) у другому турі виборів проти 45,06 % (12 111 603) у чинного президента Леоніда Макаровича Кравчука.
- 10 липня — Леонід Косаківський — обраний мером Києва.

### Народились
- 27 вересня — Пустовіт Анастасія Леонідівна — українська акторка театру та кіно.

### Померли
- 5 січня — Ігор Федорович Белза, український музикознавець, композитор, історик культури, педагог (нар. 1904 року).

## Засновані, створені
- заснування Національного університету «Острозька академія»;
- заснування української телекомунікаційної компанії Київстар;
- створення Українського центру культурних досліджень (17.06.1994);
- створення Українського культурологічного центру